# OScar

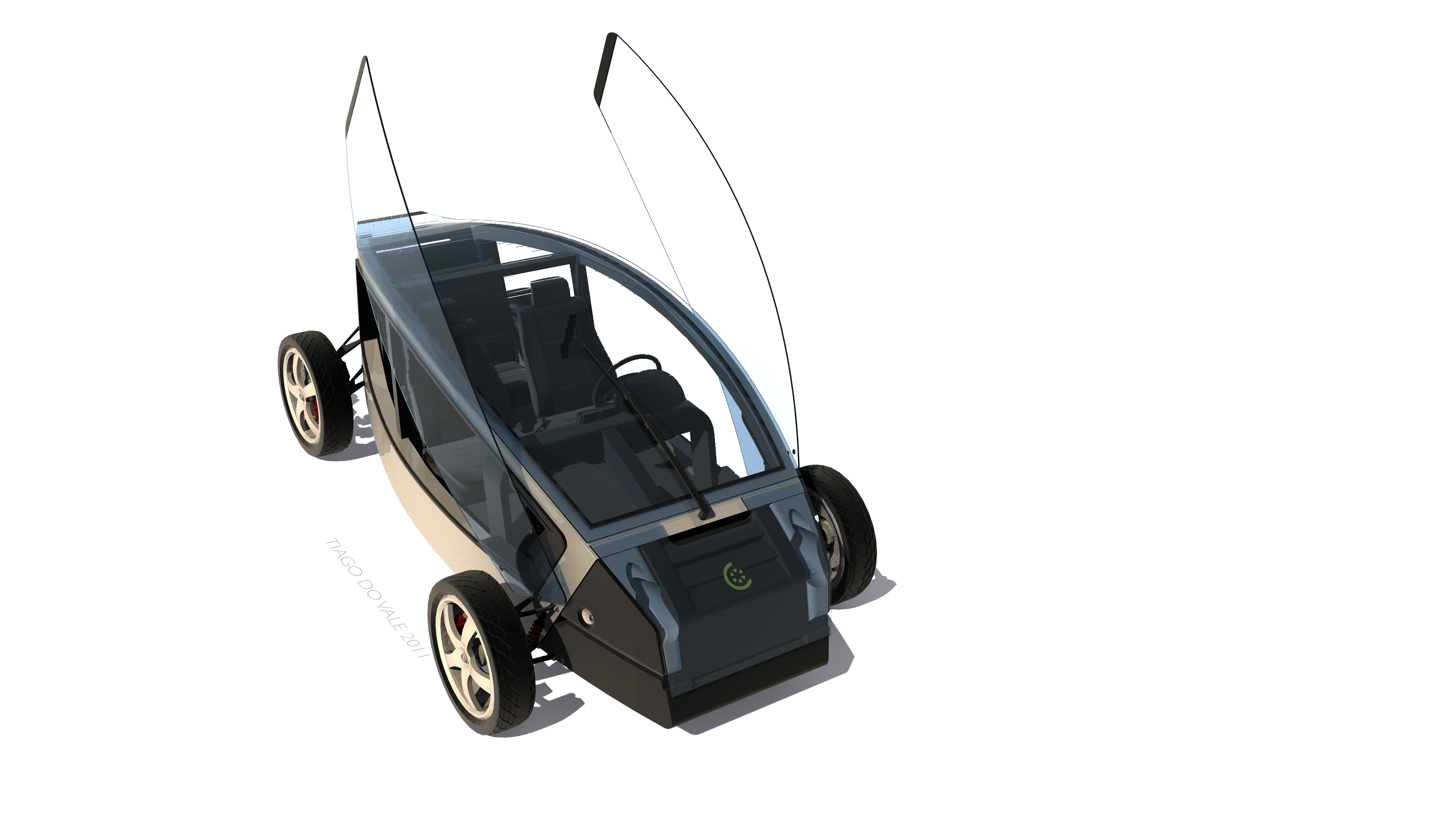
Четырёхколёсный вариант дизайна

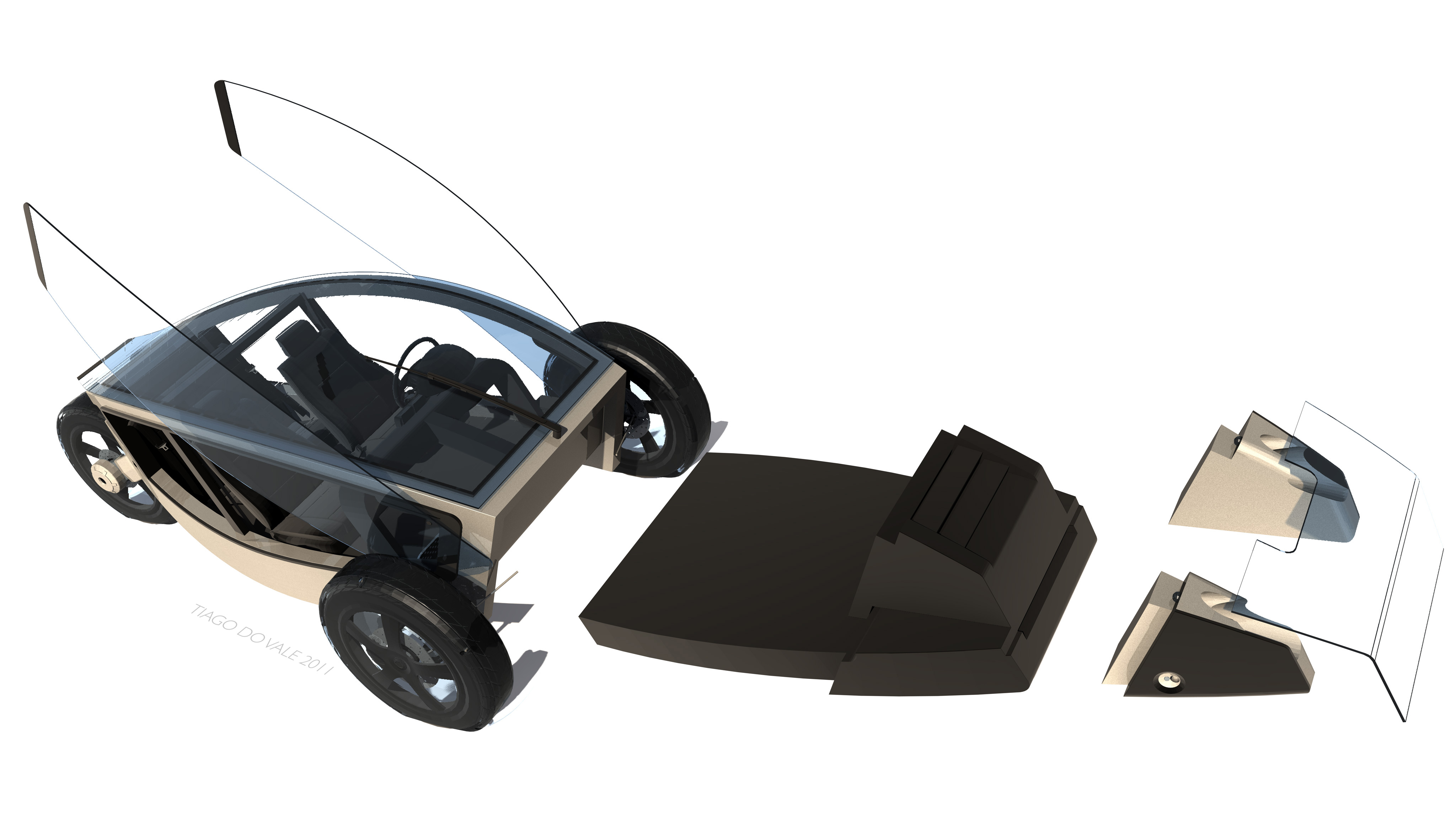
Трёхколёсный вариант в разобранном виде

OScar — первая попытка создать полный дизайн автомобиля (в том числе всех типов: автобус, грузовик и мотоцикл) с использованием принципов разработки с общедоступными наработками. Целью проекта является изготовление чертежей, с использованием свободных САПР. Проект далёк от создания реального авто, но уже несколько лет над ним идёт активная работа. Проект не имеет отношения к компании OSCar (ныне Riversimple), основанной английским инженером Hugo Spowers.

## Цель
Целью проекта является создание простого и функционального базового варианта, который сможет удовлетворить основные потребности по транспортировке людей. Долгосрочной целью является стандартизация запасных частей (этому способствует открытая модель создания), что должно привести к снижению их стоимости. Этот принцип используется в противовес существующему индустриальному подходу, в котором каждый производитель устанавливает свои «брендовые» стандарты, что создает монополию на производство и увеличивает доходы производителей.
Одним из направлений является разработка «экологических» принципов в создании автомобиля.

## Подобные проекты
- Local Motors — автомобильная компания, использующая принцип разработка с общедоступными наработками.
- Riversimple Urban Car.
- c, mm,n— Датский проект разработки дружественного к окружающей среде автомобиль с использованием open source принципов.[1]
- OSCav: open source транспортное средство на сжатом воздухе.[2]
- Проект разработки веломобиля с открытыми наработками — дает возможность создать свой собственный веломобиль.
- Open Source Green Vehicle: проект имеет целью разработать дружественного к природе SUV с использованием open source принципов.[3]
- EVProduction club — организация использующая вики для разработки и изготовления электромобиля с открытыми исходными данными.[4]
- Open Air Vehicle Project — некоммерческая организация, созданная с целью компиляции лучшего электромобиля с открытыми исходными данными.
- Trev (two-seater renewable energy vehicle) — транспортное средство на возобновляемой энергии для двоих.